# 松代洋一
松代 洋一（まつしろ よういち、1937年 - ）は、日本のドイツ文学者、翻訳家。帝京大学名誉教授。
ドイツ文学研究者として、児童文学の翻訳のほか、ユング心理学関係の本の翻訳を手掛けた。

## 経歴
1937年生まれ。早稲田大学文学部独文科を卒業。卒業後は、中央公論社に入社。帝京大学教授。2008年に帝京大学を定年退任し、名誉教授となった。

## 家族・親族
- 妻：梅原稜子は小説家。

## 翻訳
- 『王さまはとびはねるのがすき』（ヘルメ・ハイネ、佑学社、オーストリア創作絵本シリーズ） 1978.3
- 『マリオのゆめのまち』（ルイス・ボルフガンク・ノイパー、佑学社、オーストリア創作絵本シリーズ） 1978.4
- 『いしょうをぬいだおうさま』（サリー・シーダ、佑学社、ヨーロッパ創作絵本シリーズ） 1978.5
- 『女性の深層』（エーリッヒ・ノイマン、鎌田輝男共訳、紀伊国屋書店） 1980.3
- 『空飛ぶ風車小屋』（ギュンター・フォイステル、ティビーエス・ブリタニカ） 1982.6
- 『アルプスの少女』（スピリ、集英社、少年少女世界の名作） 1982.3
- 『永遠の少年 『星の王子さま』の深層』（M.-L.フォン・フランツ、椎名恵子共訳、紀伊国屋書店） 1982.8、のちちくま学芸文庫
- 『おとぎ話にみる男と女 ユング心理学の視点から』（ヴェレーナ・カースト、新曜社） 1985.12
- 『ルートヴィヒ・ベヒシュタインの三つの童話』（ペンタン） 1986.3
- 『楽園願望』（マーリオ・ヤコービ、紀伊国屋書店） 1988.11
- 『男性の誕生 -『黄金のろば』の深層』（M.L.フォン・フランツ、高後美奈子共訳、紀伊国屋書店） 1988.5、 のちちくま学芸文庫
- 『人間のイメージ 2』（G・デュラン, E.ノイマン、久米博共訳、平凡社、エラノス叢書） 1991.10

### カール・グスタフ・ユング
- 『空飛ぶ円盤』（C・G・ユング、朝日出版社、エピステーメー叢書） 1976、のちちくま学芸文庫
- 『ユングの文明論』（編訳、思索社） 1979.9 、のち改題「現在と未来」平凡社ライブラリー
- 『自我と無意識』（C・G・ユング、渡辺学共訳、思索社） 1984.3、のちレグルス文庫
- 『創造する無意識』（C・G・ユング、朝日出版社、ポストモダン叢書） 1985.11、のち平凡社ライブラリー

### クルト・バウマン
- 『おまわりさんのヨアヒム』（クルト・バウマン、佑学社、ヨーロッパ創作絵本シリーズ） 1978.9
- 『どうろそうじふのヨアヒム』（クルト・バウマン、佑学社、ヨーロッパ創作絵本シリーズ） 1978.9
- 『こっきょうけいびにんのヨアヒム』（クルト・バウマン、佑学社、ヨーロッパ創作絵本シリーズ） 1978.10

### ゴットフリート・アウグスト・ビュルガー
- 『ほらふき男しゃくのぼうけん』（ビュルガー、集英社） 1979.11
- 『ほらふき男爵カモがり大作戦』（G・ビュルガー、太平出版社、母と子の図書室） 1980.7
- 『ほらふき男爵クジラと大格闘』（G・ビュルガー、太平出版社、母と子の図書室） 1980.9
- 『ほらふき男爵トルコで大冒険』（G・ビュルガー、太平出版社、母と子の図書室） 1980.11
- 『ほらふき男爵大航海にでる!』（G・ビュルガー、太平出版社、母と子の図書室） 1980.12
- 『ほらふき男爵の大冒険』（G・ビュルガー、太平出版社） 1989.7